# Testament a Praga
Testament a Praga és una obra de Tomàs i Teresa Pàmies publicada el 1971. El llibre és un relat autobiogràfic de la vida de Tomàs que inclou notes i reflexions en forma de carta de la seva filla Teresa, qui va mecanografiar les memòries. L'obra va merèixer el Premi Josep Pla de narrativa de 1970. L'obra ha sigut traduïda al castellà, a l'anglès i a l'eslovè.

## Història
Tomàs Pàmies va començar a escriure les seves memòries el 1958, després de jubilar-se de la seva feina de jardiner municipal a Praga, on vivia exiliat. Per dot i testament, com va escriure, va deixar als seus fills en record l'autobiografia escrita a mà, i va demanar a Teresa que la passés a màquina respectant al màxim les seves paraules. Cap al final del llibre, Teresa assegura no haver afegit res al text original del pare, si bé reconeix haver suprimit algunes parts, sobretot relacionades amb aventures amb dones, per pudor i per respecte a la seva mare.
Teresa va començar a escriure la seva part de la novel·la dos anys després de Tomàs. Mentre mecanografiava la biografia anava incloent, fragmentàriament, una carta imaginària al seu pare. El text deixa veure de manera clara la profunda decepció i indignació de Teresa davant la Praga ocupada pels tancs soviètics durant la Primavera de 1968, que sufocaria el socialisme reformista txec. D'aquesta manera, l'obra es converteix en un diàleg intergeneracional entre el ferm compromís del jove Tomàs amb la primera URSS i els dubtes i crítiques de la següent generació de comunistes per la deriva del sistema. No obstant això, els darrers passatges de la biografia de Tomàs també denoten desconfiança cap a la direcció més burocratitzada que estava prenent el govern soviètic.
Teresa Pàmies, des del seu exili a França, presenta aquesta obra al premi Josep Pla, i guanya. És l'any 70, Franco encara és viu; Pàmies obté́ un visat per recollir el premi i ja no tornarà a sortir mai més del seu país. Té 51 anys i una vocació literària que la portarà a escriure més d'una cinquantena de llibres entre novel·la, assaig i periodisme. L'obra tingué un impacte considerable en el moment de la publicació.

### Adaptació teatral
Amb motiu de l'Any Teresa Pàmies, organitzat per la Institució de les Lletres Catalanes i comissariat per l'escriptora Montse Barderi, va adaptar Testament a Praga per poder fer-ne la lectura dramatitzada que, per primer cop, es portà als escenaris. El muntatge Testament a Praga va ser concebut per mostrar al públic el format epistolar de la novel·la. D'aquesta manera i sota la direcció de Jordi Bosch, el públic va poder resseguir aquesta obra cabdal del segle XX des de diferents estaments: històric, biogràfic i fins i tot, intemporal. Històric perquè és el mirall d'una vida, d'una època, d'un moment de replantejament del comunisme provocat per la invasió soviètica a Praga. Biogràfic perquè és un punt d'inflexió en la vida de l'autora i és el seu text més emblemàtic, el més llegit i que no s'ha deixat mai de reeditar des de l'any 1971. I finalment en clau intemporal, perquè el diàleg impossible entre un pare mort i la filla que el recorda i ens interpel·la a cadascú de nosaltres, sobretot quan el pare és vell i la filla –normalment la filla– se n'ha de fer càrrec. L'actriu Emma Vilarasau va fer el paper de l'autora i Jordi Bosch de Tomàs Pàmies. La lectura dramatitzada va tenir lloc al Born Centre Cultural. Testament a Praga va ser un més dels sis espectacles creats amb motiu de la commemoració: Cròniques de Teresa Pàmies; Teresa Pàmies, la llengua com ofici; Hola, sóc la Teresa. Un viatge per la vida de Teresa Pàmies; Coses de la vida: a ritme de bolero; La veu escrita de Teresa Pàmies i La llibertat irrenunciable. Viure i escriure.

## Temes
Testament a Praga repassa, des de la perspectiva d'un revolucionari comunista, les lluites i traïcions d'una generació. Tomàs descriu des de la seva infantesa a Balaguer en una època de penúries i repressió política, fins a la seva vellesa a Praga, on va morir abans que els tancs russos envaïssin Txecoslovàquia el 1968. L'obra tracta qüestions com les dificultats de les relacions familiars, de la consciència i del compromís polítics, l'experiència de l'exili i la defensa i traïció dels ideals, tant des de la perspectiva del pare com la de la filla.
| «                                  | Heu mort pobre com una rata. Heu mort com havíeu de morir, com moren els qui "no van lluny". Podíeu haver fet diners, però un revolucionari no n'ha de fer, de diners. Podíeu haver reclamat a l'hereu de can Pàmies les terres que us pertocaven a la mort del vostre pare, però els revolucionaris no en reclamen, d'herències.No heu fet testament. La vostra fortuna me la guardo sense intervenció de notaris. Ningú no me la discuteix. Els germans ho han trobat ben natural: "guarda-ho tu". I jo ho tinc tot guardat amb les cartes de condol que he rebut de gent que feia molts anys que no havia vist | » |
| — Teresa Pàmies. Testament a Praga | |   |